# Медведев, Виталий Валентинович
Вита́лий Валентинович Медве́дев (род. 6 января 1977, Каскелен, Алма-Атинская область) — казахстанский легкоатлет, специалист по бегу на короткие дистанции. Выступал за сборную Казахстана по лёгкой атлетике в 1995—2006 годах, трёхкратный чемпион Центральноазиатских игр, победитель и призёр первенств национального значения, участник двух летних Олимпийских игр.

## Биография
Виталий Медведев родился 6 января 1977 года в городе Каскелен Алма-Атинской области Казахской ССР. Занимался лёгкой атлетикой в Алма-Ате.
Впервые заявил о себе на международном уровне в сезоне 1995 года, когда вошёл в состав казахстанской сборной и выступил в беге на 60 метров на чемпионате мира в помещении в Барселоне. Позднее стартовал в беге на 100 метров на чемпионате мира в Гётеборге и на Всемирной Универсиаде в Фукуоке, где дошёл до стадии полуфиналов.
Благодаря череде успешных выступлений в 1996 году удостоился права защищать честь страны на летних Олимпийских играх в Атланте — на предварительном квалификационном этапе 100-метровой дисциплины показал результат 10,90, чего оказалось недостаточно для выхода в четвертьфинал. Также в этом сезоне бежал 100 метров на юниорском мировом первенстве в Сиднее.
Будучи студентом, в 1997 году представлял Казахстан на Всемирной Универсиаде в Катании.
В 1998 году занял седьмое место на чемпионате Азии в Фукуоке и шестое место на Азиатских играх в Бангкоке.
В 1999 году бежал 60 метров на чемпионате мира в помещении в Маэбаси, с личным рекордом 10,13 одержал победу в беге на 100 метров на чемпионате Казахстана в Алма-Ате, выступил на чемпионате мира в Севилье.
Принимал участие в Олимпийских играх в Сиднее, с результатом 10,75 не смог преодолеть предварительный квалификационный этап дисциплины 100 метров.
После сиднейской Олимпиады Медведев сосредоточился на учёбе в Техасском университете в Эль-Пасо — состоял в местной легкоатлетической команде, регулярно участвовал в различных студенческих соревнованиях в США. Окончил университет в 2004 году, получив степень в области философии.
В 2005 году стал седьмым в беге на 100 метров на чемпионате Азии в Инчхоне.
В 2006 году в дисциплине 60 метров выиграл зимний чемпионат Казахстана в Караганде, показал шестой результат на чемпионате Азии в помещении в Патайе. По окончании этого сезона завершил спортивную карьеру.